# Município de Nile (condado de Scioto, Ohio)
O município de Nile (em inglês: Nile Township) é um município localizado no condado de Scioto no estado estadounidense de Ohio. No ano de 2010 tinha uma população de 2.388 habitantes e uma densidade populacional de 10,64 pessoas por km².

## Geografia
O município de Nile encontra-se localizado nas coordenadas 38° 42′ 10″ N, 83° 10′ 38″ O. Segundo a Departamento do Censo dos Estados Unidos, o município tem uma superfície total de 224.47 km², da qual 222,41 km² correspondem a terra firme e (0,92 %) 2,06 km² é água.

## Demografia
Segundo o censo de 2010, tinha 2.388 habitantes residindo no município de Nile. A densidade populacional era de 10,64 hab./km². Dos 2.388 habitantes, o município de Nile estava composto pelo 97,07 % brancos, o 0,29 % eram afroamericanos, o 0,42 % eram amerindios, o 0,34 % eram asiáticos, o 0,13 % eram de outras raças e o 1,76 % eram de uma mistura de raças. Do total da população o 1,13 % eram hispanos ou latinos de qualquer raça.